# 김가현 (배우)
김가현(1997년 ~ )은 대한민국의 배우이다.

## 영화
- 2015년 : 해에게서 소년에게
- 2020년 : 스읜들러
- 2020년 : 그루밍
- 2020년 : 미, 디퍼런드
- 2021년 : 라스트컷